# Parco olimpico del Canada
Il Parco olimpico del Canada (in inglese: Canada Olympic Park; in francese: Parc olympique du Canada), in precedenza chiamato Paskapoo Ski Hill, è un'area sportiva situata a Calgary, nella regione dell'Alberta, in Canada.
Durante i giochi olimpici invernali del 1988, il Parco olimpico del Canada ospitò le gare di salto con gli sci sui trampolini dell'Alberta Ski Jump Area, e quelle di bob e slittino, sulla pista del Canada Olympic Park. In particolare il parco è noto per aver visto il debutto olimpico della nazionale di bob della Giamaica e del saltatore britannico Eddie "The Eagle" Edwards, che in seguito ispirarono diversi film quali Cool Runnings - Quattro sottozero e Eddie the Eagle - Il coraggio della follia.
Il parco olimpico, gestito dalla società WinSport Canada (erede della Calgary Olympic Development Association) è utilizzato sia per scopi ricreativi del pubblico generale sia per attività agonistiche ed allenamenti sportivi, anche di alto livello.
In inverno, il parco sportivo dispone anche di piste per sci alpino, snowboard e sci di fondo, mentre durante la stagione estiva è possibile utilizzare la mountain bike lungo circa 25 km (16 mi) di piste ciclabili o assistere a diversi festival.
Presso la Olympic Hall of Fame è possibile visitare una mostra di cimeli olimpici sui campioni sportivi canadesi. Altre attrazioni del parco sono la discesa su pista di ghiaccio con il bob (guidato da un atleta professionista) e la teleferica (zipline) sul trampolino dell'Alberta Ski Jump Area.